# Lasiomma houghi
Lasiomma houghi är en tvåvingeart som först beskrevs av Malloch 1920.  Lasiomma houghi ingår i släktet Lasiomma och familjen blomsterflugor. Inga underarter finns listade i Catalogue of Life.